# Гуль Володимир Олексійович
Гуль Володимир Олексійович (псевдо: «Глухий», «Чугайстер») (24 липня 1924, м. Любачів, Польща  — 3 березня 1947, м. Львів) — військовий діяч, командир куріня «Холодноярці», хорунжий УПА.
Лицар Срібного Хреста Бойової Заслуги 1-го класу.

## Біографія
Володимир Гуль народився 24 липня 1924 року в повітовому містечку Любачіві (тепер це територія Польщі) в родині Олекси і Євдокії Гуль. В школі, Володимир добре навчався та долучився до спортивного товариства «Луг». Після закінчення семирічки Володимир пішов працювати писарем у адвоката.
В 1940 році разом із адвокатом був заарештований НКВД. Після приходу німців вступає до військового вишколу при Вермахті. По закінченні навчання був направлений на охорону об'єктів у Львові та в передмістях. В 1943 році встановляє зв'язок з українським національним підпіллям, для якого дістає зброю, боєприпаси та спорядження. Взимку 1944 року підпільна група на чолі із Володимиром роззброїла підрозділ угорців, що розташувався у селі Солонці. В процесі відходу Володимир отримав поранення під час зіткнення із німецьким підрозділом. Лікування відбувалось в с. Рясне Руське. Після одужання Володимир організовує повстанську сотню, що діяла на теренах Львівщини в Яворівських лісах.
Загинув 3 березня 1947 року на конспіративній квартирі у Львові внаслідок бою з енкаведистами. Під час бою був смертельно поранений енкаведист капітан Пасько, також поранено було і начальника міліції Камбу.

## Нагороди
- Згідно з Постановою УГВР від 8.02.1946 р. і Наказом Головного військового штабу УПА ч. 1/46 від 15.02.1946 р. хорунжий УПА, командир сотні УПА «Холодноярці ІІ» Володимир Гуль – «Глухий» нагороджений Срібним хрестом бойової заслуги УПА 1 класу.